# Brithys dominica
Brithys dominica là một loài bướm đêm trong họ Noctuidae.